# Américo Tesoriere
Américo Tesoriere (Buenos Aires, 18 maart 1899 – 30 december 1977) was Argentijnse voetballer. 
Hij maakte in 1916 op 17-jarige leeftijd zijn debuut in het eerste elftal van Boca Juniors, waar hij de zwaar geblesseerde doelman Fabbiani verving. Hij speelde voor de club tot zijn pensioen in 1927, met uitzondering van seizoen 1921. Hij werd vijf keer landskampioen met de club. In 1937 ging hij voor de club werken in een administratieve functie en bleef tot 1953. 
Voor het nationale team speelde hij 38 wedstrijden en liet geen enkele goal door op de Zuid-Amerikaanse kampioenschappen van 1921 en 1924.